# Pia (Vorname)
Pia ist ein weiblicher Vorname.

## Herkunft und Bedeutung
Pia ist lateinisch und die weibliche Form von Pius; die Fromme, die Pflichtgetreue.
Im Portugiesischen steht Pia für Waschbecken.

## Namenstag
- 6. Januar, 19. Januar, 28. Februar, 21. August

## Namensträgerinnen

### Vorname
- Heilige Pia von Quedlinburg, Nonne in Quedlinburg (12./13. Jahrhundert)
- Heilige Pia von Karthago, Märtyrin in Karthago (im Jahre 432 in Karthago gekreuzigt)
- Pia Ampaw (* 1976), deutsche Theater- und Filmschauspielerin, sowie Fernsehmoderatorin und Werbedarstellerin
- Pia Ahnfelt-Rønne (1922–2006), dänische Schauspielerin
- Pia Amofa-Antwi (* 1995), deutsche Schauspielerin, Synchronsprecherin, Moderatorin und Fußballspielerin
- Pia Baresch (* 1974), österreichische Schauspielerin
- Pia Beck (1925–2009), niederländische Jazz-Pianistin und Sängerin
- Pia Beckmann (* 1963), bayerische Kommunalpolitikerin (CSU)
- Pia Berger-Vogel (* 1969), Schweizer Rudersportlerin
- Pia Cramling (* 1963), schwedische Schachspielerin
- Pia Degermark (* 1949), schwedische Schauspielerin
- Pia Douwes (* 1964), niederländische Musicaldarstellerin
- Pia Engelberty (* 1990), ehemalige deutsche Voltigiererin
- Pia Findeiß (* 1956), deutsche Kommunalpolitikerin
- Pia Frankenberg (* 1957), deutsche Regisseurin und Autorin
- Pia Gyger (1940–2014), Schweizer Heilpädagogin, Psychologin und Zen-Meisterin
- Pia Hierzegger (* 1972), österreichische Schauspielerin, Regisseurin, Drehbuchautorin und Moderatorin
- Pia Juul (1962–2020), dänische Schriftstellerin
- Pia Koch (* 1991), deutsche Schauspielerin
- Pia Linz (* 1964), deutsche Künstlerin und Hochschullehrerin
- Pia Lücke (* 1977), dänisches Model, Schauspielerin und Autorin
- Pia Lund (* 1963), deutsche Musikerin
- Pia Malo (* 1982), deutsche Schlagersängerin
- Pia Mia (* 1996), US-amerikanische Pop-Sängerin
- Pia Mechler (* 1983), deutsche Schauspielerin
- Pia Maria Nalli (1886–1964), italienische Mathematikerin
- Pia Maria Plechl (1933–1995), österreichische Journalistin und Autorin
- Pia Praetorius (* 1963), deutsche Kirchenmusikerin und Kantorin, Spezialistin für Alte Musik
- Pia Rumler-Detzel (* 1934), deutsche Juristin
- Pia Scholz (* 1997), österreichische Twitch-Streamerin, siehe Shurjoka
- Pia Stutzenstein (* 1989), deutsche Schauspielerin
- Pia Sundstedt (* 1975), finnische Mountainbikerin
- Pia Terfloth (* 2004), deutsche Handballspielerin
- Pia Tillmann (* 1985), deutsche Laiendarstellerin, Model und Moderatorin
- Pia Wunderlich (* 1975), deutsche Fußballspielerin
- Pia Zadora (* 1954), US-amerikanische Schauspielerin und Sängerin
- Pia Zerkhold (* 1998), österreichische Snowboarderin
- Pia Ziefle (* 1974), deutsche Schriftstellerin und Bloggerin
- Pia Zimmermann (* 1956), deutsche Politikerin (Die Linke)
- Pia Züfle (* 1996), deutsche Fußballspielerin

### Mittelname
- Maria Pia von Savoyen (1847–1911), Prinzessin von Italien und Königin von Portugal aus dem italienischen Adelshaus Savoyen
- Maria Pia von Neapel-Sizilien (Maria Pia della Grazia di Borbone; 1849–1882), Prinzessin von Neapel-Sizilien
- Maria Pia von Sachsen-Coburg-Gotha und Braganza (1907–1995), Schriftstellerin
- Maria-Pia Kothbauer, Prinzessin von und zu Liechtenstein (* 1960), liechtensteinische Diplomatin

- Maria Pia Casilio (1935–2012), italienische Schauspielerin
- Maria Pia Conte (* 1944), italienische Schauspielerin
- Maria Pia De Vito (* 1960), italienische Jazzmusikerin (Gesang, Komposition, Arrangement)
- María Pía Fernández (* 1995), uruguayische Leichtathletin
- Maria-Pia Geppert (1907–1997), deutsche Biostatistikerin
- Maria Pia Luzi (* 1941), italienische Schauspielerin
- Maria Pia Mastena (1881–1951), römisch-katholische Ordensfrau, 2005 seliggesprochen